# 'night, Mother
'Buenas Noches, Mamá o, en España, Buenas noches, madre es una obra escrita en 1983 por Marsha Norman sobre una hija (Jessie) y su madre (Thelma, que recibe el nombre de "Mamá" en la obra). La obra empieza cuando Jessie le explica a Mamá con toda tranquilidad que a la mañana siguiente estará muerta, puesto que planea su propio suicidio esa misma noche (esto lo revela con toda normalidad mientras ordena la casa y se prepara para hacerle la manicura de su madre). El diálogo que sigue entre Jessie y Mamá va revelando poco a poco las razones que la han llevado a tal decisión, su vida con Mamá y el gran detalle con que ha planificado su propia muerte. Todo ello culmina con un inquietante, al tiempo que inevitable, clímax.
Fue galardonada en 1983 con el Premio Pulitzer a la mejor obra de teatro. La producción original en el American Repertory Theater en Cambridge, Massachusetts fue protagonizada por Kathy Bates como Jessie y Anne Pitoniak como Mamá. La producción llegó finalmente a Broadway, donde fue representada en el John Golden Theatre con el mismo reparto. Recibió 4 nominaciones para los Premios Tony: mejor obra de teatro, mejor actriz en una obra de teatro (tanto para Bates y como para Pitoniak) y mejor director (Tom Moore).
La versión cinematográfica de 1986 con el mismo nombre fue protagonizada por Sissy Spacek y Anne Bancroft como hija y madre, respectivamente. Marsha Norman adaptó su propia obra y escribió el guion. Tom Moore, que había dirigido la obra en Broadway, dirigió también la película. La película añadía más personajes, mientras que en la obra de teatro solo había dos intérpretes. No fue recibida por la crítica con gran entusiasmo, aunque Bancroft recibió una nominación al Globo de Oro como mejor actriz (dramática) en una película.
En 2005, se reestrenó en Broadway protagonizada por Edie Falco y Brenda Blethyn.
En cuanto a versiones en español, en España se estrenó en 1984, protagonizada por Mary Carrillo y Concha Velasco; en la Ciudad de México en el mismo año, actuada por Susana Alexander y Carmen Montejo. En 2007 Gerardo Malla realizó una nueva versión con Carmen de la Maza y Remedios Cervantes.